# Wamego
Wamego és una població dels Estats Units a l'estat de Kansas. Segons el cens del 2000 tenia 4.246 habitants.

## Demografia
Segons el cens del 2000, Wamego tenia 4.246 habitants, 1.630 habitatges, i 1.155 famílies. La densitat de població era de 1.012 habitants/km².
Dels 1.630 habitatges en un 38,3% hi vivien nens de menys de 18 anys, en un 56,7% hi vivien parelles casades, en un 10,8% dones solteres, i en un 29,1% no eren unitats familiars. En el 25,1% dels habitatges hi vivien persones soles l'11,8% de les quals corresponia a persones de 65 anys o més que vivien soles. El nombre mitjà de persones vivint en cada habitatge era de 2,57 i el nombre mitjà de persones que vivien en cada família era de 3,09.
Per edats la població es repartia de la següent manera: un 29,4% tenia menys de 18 anys, un 8,9% entre 18 i 24, un 29,3% entre 25 i 44, un 17,8% de 45 a 60 i un 14,6% 65 anys o més.
L'edat mediana era de 34 anys. Per cada 100 dones de 18 o més anys hi havia 88,7 homes.
La renda mediana per habitatge era de 38.115 $ i la renda mediana per família de 46.017 $. Els homes tenien una renda mediana de 29.881 $ mentre que les dones 21.974 $. La renda per capita de la població era de 16.307 $. Entorn del 5,7% de les famílies i el 8,6% de la població estaven per davall del llindar de pobresa.

## Poblacions més properes
El següent diagrama mostra les poblacions més properes.